# 485
Раннє Середньовіччя. У Східній Римській імперії правління Флавія Зенона. У Європі утворилися численні варварські держави, зокрема в Італії править Одоакр, Іберію і південь Галлії займає Вестготське королівство, Північну Африку захопили вандали, утворивши Африканське королівство, у Тисо-Дунайській низовині утворилося Королівство гепідів. На півночі Галлії правлять римо-галли, у Белгіці — салічні франки, у Західній Галлії встановилося Бургундське королівство. Остготи займають Мезію, Македонію і Фракію.
У Південному Китаї править династія Південна Ці, на півночі — Північна Вей. В Індії правління імперії Гуптів. у Японії триває період Ямато. У Персії править династія Сассанідів.
На території лісостепової України Черняхівська культура. Історики VI століття згадують плем'я антів, що мешкало на території сучасної України приблизно з IV сторіччя. У Північному Причорномор'ї центр володінь гунів, що підкорили собі інші кочові племена, зокрема сарматів, булгар та аланів.

## Події
- Імператор Північної Вей Сяовень-ді провів земельну реформу з метою запобігти скуповуванню земель великими землевласниками. Встановлена ним система «рівних полів» протрималася тисячу років.
- Приблизно на цей час припадають 12 перемог легендарного короля Артура.
- Битва при Меркредесберні короля Сассексу Елли — згідно Англосаксонської хроніки.

## Народились
- Теодоріх I, король Австразії.

## Померли
- Прокл Діадох — давньогрецький філософ.